# الجيش الملكي البروسي في الحروب النابليونية

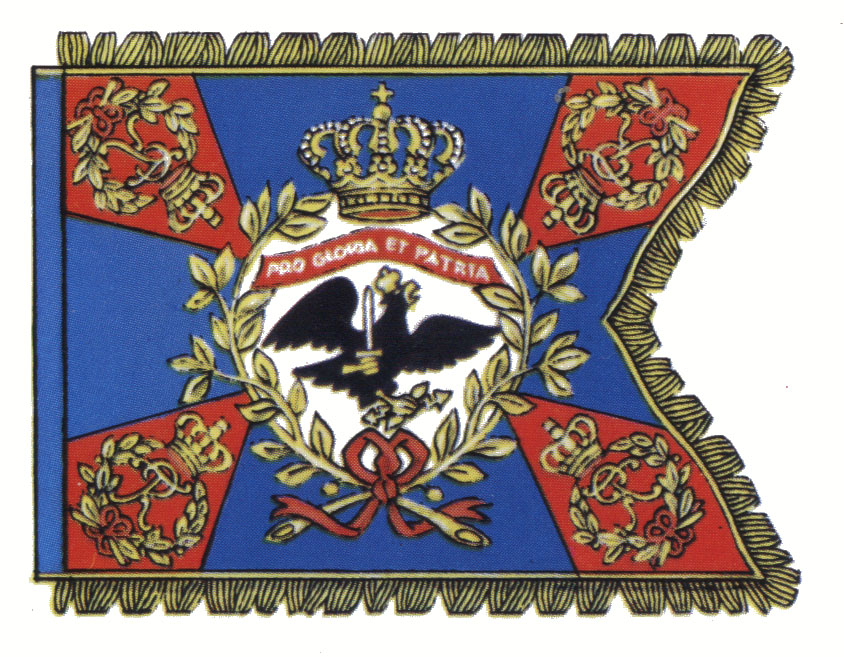
راية للجيش البروسي قبل 1807

الجيش الملكي البروسي كان القوةَ العسكريةَ الرئيسة لِمملكة بروسيا خلال الحروب النابليونية. بعد وفاة فريدريك الأكبر، أدّى تراجع الانضباط وتقهقر أساليب التدريب والتسليح إلى ضعفٍ أمام الابتكارات الفرنسية في التنظيم والحركة والقيادة.

## 1806–1807: الهزيمة والتحجيم
خلال التحالف الرابع هُزم البروسيون في يينا–آورشتِت، وتبِع ذلك تيلسِت (1807) الذي قيد الجيشَ إلى 42 ألف جندي وخسائرَ إقليمية واسعة.

## 1807–1813: إصلاح الجيش
أطلق جيرهارد فون شارنهورست ومعه غنيسناو وغيرهما إصلاحاتٍ شملت فتحَ سلك الضباط للطبقة الوسطى، تأسيسَ وزارة الحرب والأكاديمية الحربية، واعتمادَ نظم لبناء احتياط واسع وتقليل الخدمة الطويلة. كما جرى تحديثُ التكتيكات نحو الأسلحة المشتركة وإلغاءُ العقوبات الجسدية إلى حدٍّ كبير.

## 1812–1815: التحول والتحرير
أفضى اتفاقُ تاوروغن (1812) إلى انفضاض التحالف مع فرنسا وانضمام بروسيا إلى التحالف السادس. شارك الجيشُ—مدعومًا بالتعبئة الشعبية—بدورٍ حاسم في معركة لايبزيغ (1813) ثم معركة واترلو (1815)، وأُدخل الصليب الحديدي وسامًا عسكريًا في 1813.

## لمحات تنظيمية
- تقسيم القوات إلى ألوية مُدمجة مشاة/فرسان/مدفعية بعد 1807 بسبب القيود الفرنسية.[3]
- تدويرُ ضباط الأركان بين الأفرع وتعيينُ رئيسِ أركان لكل قائد ميداني (من 1813).[5]